# Reabastecimiento en vuelo

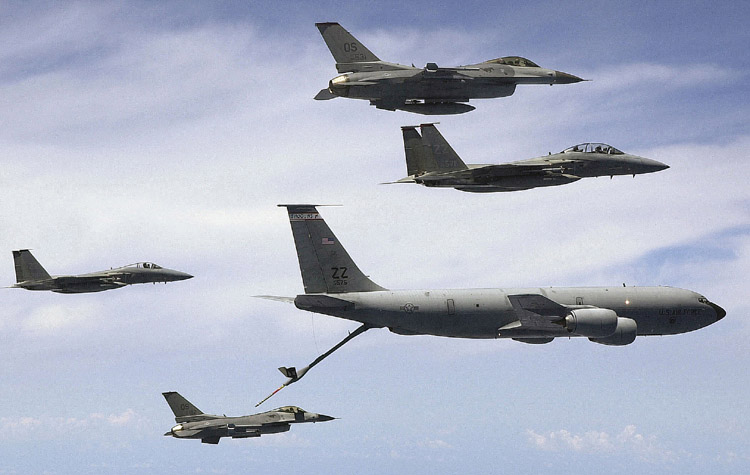
Avión cisterna KC-135R Stratotanker con cazas F-15 y F-16 en una misión de entrenamiento de repostaje en vuelo.

El reabastecimiento en vuelo, también llamado reabastecimiento aéreo o repostaje aéreo (en inglés air-to-air refueling o AAR), es un medio versátil para aumentar el alcance y la autonomía en vuelo de aviones militares. El reabastecimiento en vuelo es una operación cotidiana realizada por los aviones militares. Las operaciones de AAR implican una proximidad entre el avión nodriza y el receptor. Se transfiere el combustible entre las nodrizas y receptores mediante una manguera flexible y una cesta que contiene la válvula o una lanza rígida llamada 'boom'. Los países de la OTAN tienen una normativa común para este tipo de operaciones en la publicación ATP-56(A).
Aunque los aviones civiles también están equipados con sistemas de reabastecimiento en vuelo mediante pértigas, no hay ningún registro acerca del uso de estos nunca.

## Historia
La relativamente baja autonomía de los aviones caza y UAVs les hace necesitar de “gasolineras aéreas” que les permitan alcanzar sus objetivos. Antaño esta labor recaía fundamentalmente en bases cercanas a las operaciones o en portaaviones que desempeñaban esa misma función.
La aparición de los aviones cisterna ha ido eliminando progresivamente la necesidad de bases cercanas para ese fin al generar puntos en el aire que suplen esa misma función.
El primer repostaje aéreo de la historia podría ser el que se realizó el 12 de noviembre de 1921 por Wesley May, Frank Hawks y Earl Daugherty y es en el 1923 cuando por primera vez la Armada Norteamericana realiza en el aire un repostaje aéreo con manguera en primera línea.
Durante los años 1930 se produjo el desarrollo definitivo del restablecimiento aéreo de forma práctica, siendo utilizado de forma clave en la Segunda Guerra Mundial, la primera en la que la aviación jugó un papel determinante. De hecho es en 1949 y durante esta Guerra cuando por primera vez tiene lugar un proceso de repostaje en un B29 modificado denominado KC-97.
A finales de los años 1950, Boeing introduce la lanza como nuevo sistema de repostaje empleando un sistema de visión directa en sus KC-135 para realizar la operación. El operario se tendía literalmente en la zona de cola del avión nodriza para ver a través de una ventana practicada en la misma al avión receptor y para controlar la operación desde dicha ubicación.
Pero no será hasta finales de los años 1980 cuando introduzca en una misma aeronave los Sistemas de Lanza, Manguera y Cesta. El negocio de los aviones cisterna en lo que al reabastecimiento en vuelo se refiere, fue controlado casi de forma exclusiva por Boeing desde la aparición de la lanza, hasta que, a principios del siglo XXI, Airbus Military decidiera entrar en el mismo mediante el diseño y desarrollo de una nueva lanza de características similares al de Boeing, pero con una capacidad de trasvase superior. Dicho sistema de abastecimiento, si bien estaba copiado del de Boeing en cuanto a la mayoría de los detalles, introdujo una innovación importante en cuanto a la forma de supervisar la operación por parte del operario. El sistema contaba con un subsistema de visión remota basada en el empleo de cámaras y monitores que permitían al boomer realizar la operación desde la propia cabina del avión.
Airbus desarrolló un prototipo inicial basado en su A310, en él colocó un sistema de visión compuesto por monitores CRT, cámaras PAL en blanco y negro y grabación de señal de vídeo jpeg entre otros detalles.
Pero fue al pasar al modelo definitivo en su A330 MRTT,  cuando en un alarde de tecnología dio un salto cuantitativo e introdujo por primera vez monitores digitales de cristal líquido en color, cámaras digitales de alta resolución, fibra óptica de transmisión de datos y compresión y encriptación de la señal de vídeo. El resultado fue espectacular y mereció el Top Award 2010 dentro del seno de la compañía.
La persona responsable de ese diseño fue Alberto Adarve, ingeniero e inventor español, quien se encargó de ese diseño a la vez que de patentar el sistema de visión empleado.
Años más tarde sería la propia Boeing la que copiaría ese sistema de visión remoto que introduciría en su KC con destino a la USAF.
Pero la operación seguía siendo consideraba como arriesgada y de ahí el porqué de su uso solamente en el ámbito de la aviación militar. En 2015, la misma compañía responsable del diseño del sistema de visión inicial decidió buscar un camino para reducir la complejidad de la operación introduciendo un nuevo dispositivo de control del botalón al que denominó “Haptix” y que permite controlarlo con una sola mano y de forma mucho más intuitiva que la tradicional de dos joysticks.
El nuevo dispositivo no solo es más intuitivo, al tratarse de un elemento análogo al propio botalón, sino que además posee propiedades hápticas que avisan al operador (mediante vibraciones en su mano) de operaciones prohibidas o de la cercanía de superficies de colisión próxima. Fue patentado en 2016 por el propio Alberto Adarve. Antes de su presentación en el ARSAG de ese mismo año.
Además, y gracias a un subsistema de visión auxiliar al ya existente en el sistema, el Haptix es capaz de realizar la operación de forma autónoma, moviéndose solo y haciendo que la operación se convierta en un procedimiento de supervisión para el operador. Esto abrirá la puerta al repostaje automático en vuelo con Botalón que fue presentado igualmente en la reunión anual del ARSAG en 2016 por Adarve con vídeos de un sistema ya funcionando en escala 1:10.

## Sistemas

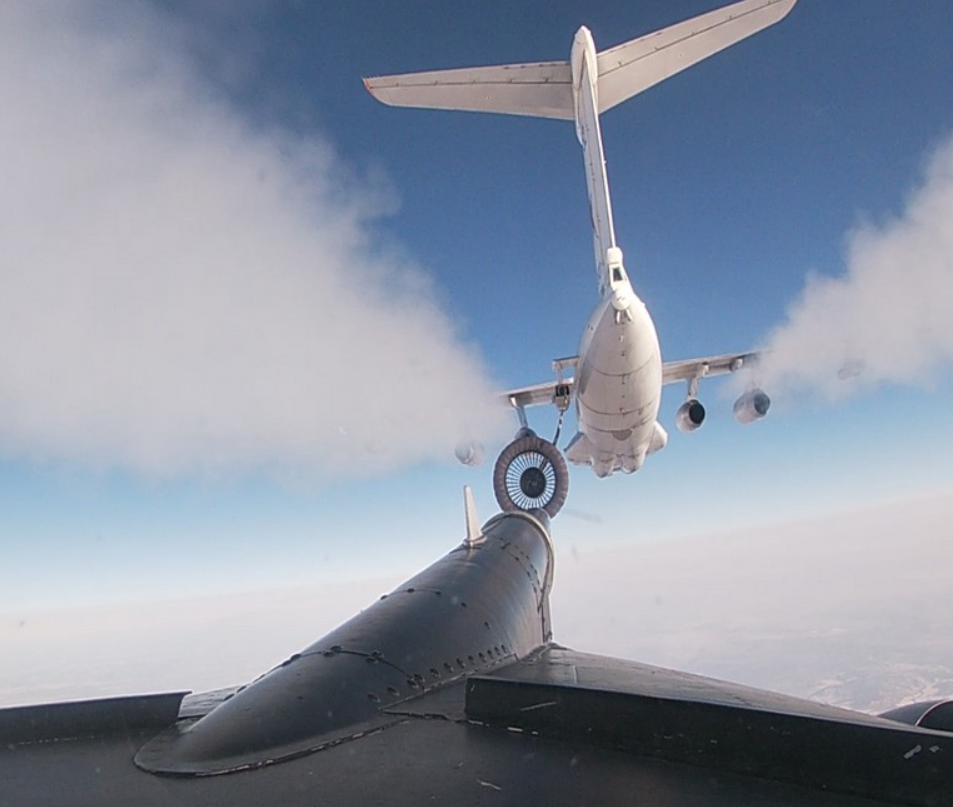
Varilla de llenado Tu-95M y cono de llenado del avión Il-78M

Se usan dos métodos diferentes para conectar un Avión cisterna a una aeronave receptora: el sistema de pértiga (o percha) y receptáculo, y el sistema de sonda y cesta. El primer sistema menos popular ala-ala ya no se utiliza, el avión receptor también puede volar parasitando combustible del avión cisterna.

### Pértiga

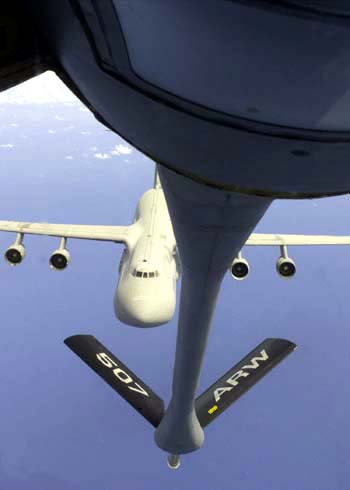
Un C-5 Galaxy se aproxima a la pértiga de un KC-135R.

La pértiga o percha de reabastecimiento en vuelo es un tubo rígido telescópico con superficies de control de vuelo móviles que un operario del avión cisterna extiende e inserta en un receptáculo de la aeronave receptora. Todos los aviones cisterna equipados con este sistema (KC-135 Stratotanker, KC-10 Extender, etc.), tienen una única pértiga, y solo pueden reabastecer simultáneamente a una aeronave con este mecanismo.
Ventajas
- Se pueden conseguir mayores caudales de combustible (hasta 3800 litros por minuto en el KC-135) gracias al mayor diámetro del conducto de la pértiga, requiriendo menos tiempo para completar las operaciones de reabastecimiento en comparación con los sistemas sonda-cesta.
- El método de pértiga elimina la necesidad de que el piloto de la aeronave receptora (muchas veces aviones grandes y poco maniobrables) tenga que realizar maniobras de precisión para introducir la sonda en la cesta, que es fácil de realizar con aeronaves pequeñas como los cazas, pero muy difícil o imposible con aviones grandes.
- Un avión cisterna con sistema de pértiga puede ser equipado con un adaptador que lo hace compatible con las aeronaves provistas de sonda para cesta.

Desventajas
- El coste de formar y emplear al operario de la pértiga.
- Complejidad de diseño del avión cisterna.
- Mantener operativo el avión cisterna, costo de vuelo por hora.
- Solo puede repostar un avión receptor simultáneamente.
- No puede ser usado para reabastecer a la mayoría de helicópteros.
- Los aviones de caza no pueden recibir el combustible al caudal máximo de la pértiga, esto requiere que los aviones cisterna reduzcan la presión de repostaje cuando atienden a ese tipo de aviones,[10] reduciendo la ventaja del sistema de pértiga sobre el sistema de sonda-cesta.[11]

### Sonda-cesta
Este método emplea una manguera flexible que cuelga del avión cisterna, se extiende para que el avión receptor de combustible pueda interceptarla. En el extremo de la manguera, está unida mediante una válvula, con una cesta o canasta (parecida a un volante de bádminton) que estabiliza la manguera y proporciona un embudo, que facilita la inserción de la sonda de la aeronave receptora.
La sonda de la nave receptora de combustible, es un brazo o mástil rígido, que situado en su morro o fuselaje central, suele estar retraída cuando no se usa, especialmente en aviones veloces, como el F-14 Tomcat, el Boeing F/A-18 Super Hornet, el Eurofighter Typhoon, y el Panavia Tornado, se extiende al costado de la nave para interceptar la canasta.

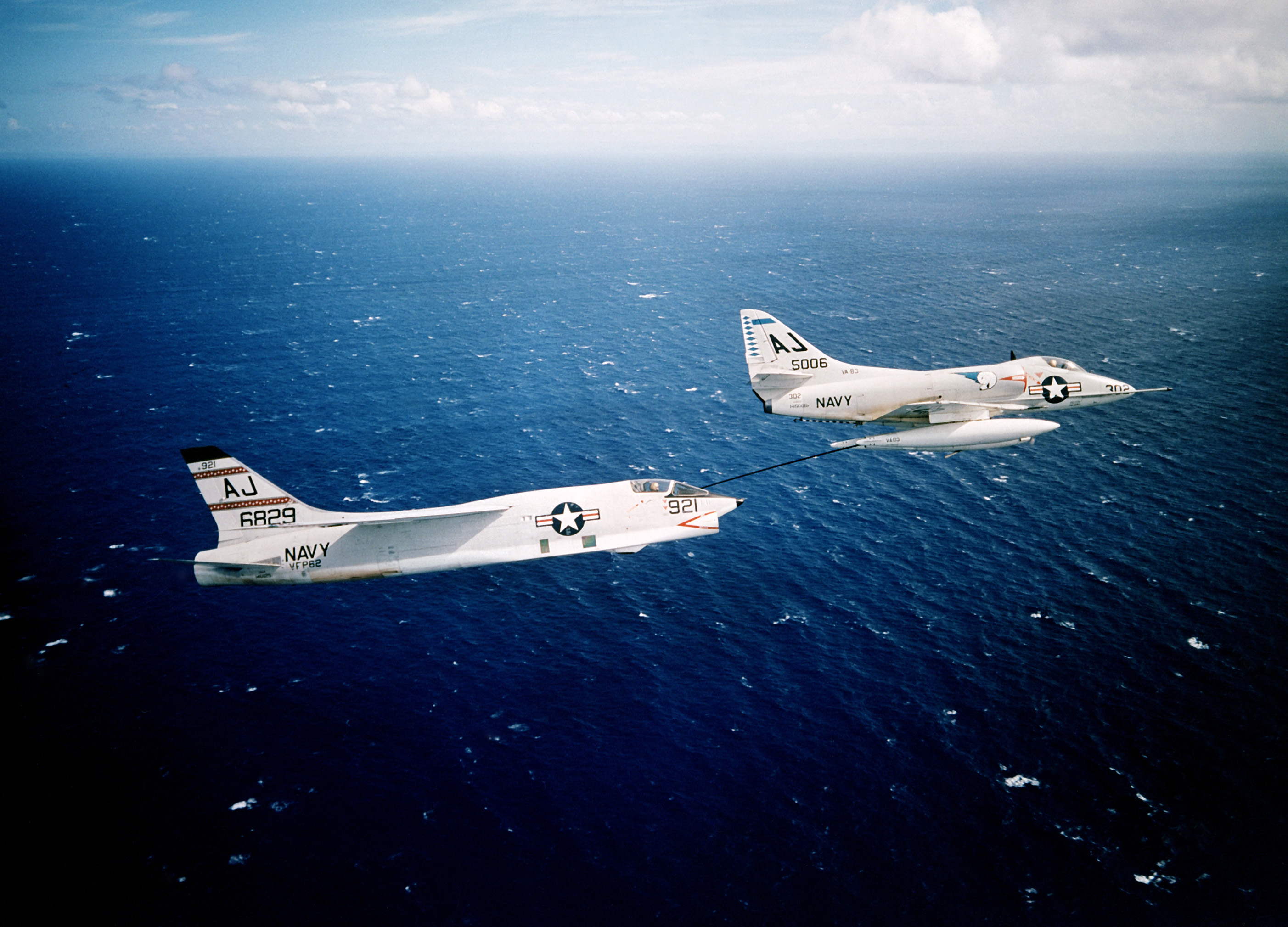
Un A4D-2 re-abasteciendo un F8U-1P.

En otros aviones de peso medio, se adaptó con éxito una sonda externa fija, como en el avión de guerra electrónica Grumman EA-6B Prowler, frente al parabrisas de la cabina de mando, en los cazas franceses Dassault Rafale y Dassault Mirage 2000, permanece al costado derecho del cono delantero del radar, con mejoras posteriores se instalaron en el caza Dassault Mirage F1,además el recientemente incorporado Chengdu J 10 incorpora una sonda fija.
También se puede instalar en el costado del fuselaje central, en los aviones de ataque a tierra McDonnell Douglas AV-8B Harrier II, el caza supersónico Mirage 50, en el caza Atlas Cheetah y en la versión mejorada del caza Kfir C.10, esto les permite despegar con mayor cantidad de armamento, para luego recibir reabastecimiento aéreo de combustible y aumentar su alcance en combate, también pueden recibir más combustible en el vuelo de retorno, para poder alcanzar la base aérea de donde despegaron, debido a las limitaciones para transportar combustible interno.

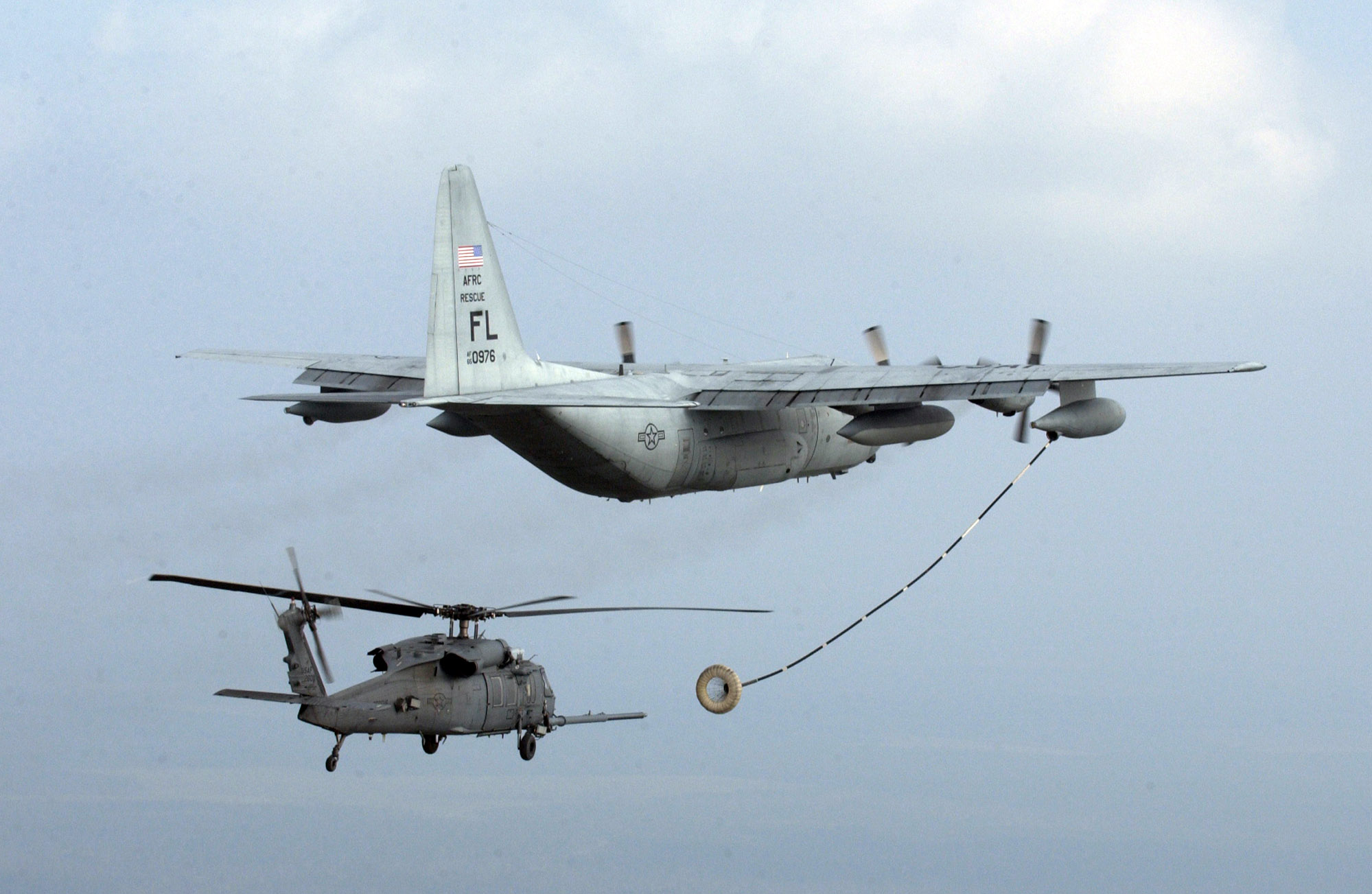
Un HC-130P reabasteciendo en vuelo a un helicóptero HH-60 Pave Hawk mediante el sistema sonda-cesta.

Este sistema fue utilizado con éxito, en los aviones embarcados en los portaaviones clase Nimitz, a los que se les adaptaba un tanque de combustible externo de reabastecimiento, para reabastecer en vuelo a otros aviones caza del portaaviones, como en el Douglas A-4 Skyhawk, el avión de ataque Grumman A-6 Intruder, y el avión de reconocimiento antisubmarino Lockheed S-3 Viking.
Recientemente, se han adaptado nuevos tanques de combustible externo bajo el fuselaje central, "Pod de reabastecimiento", en aviones caza de peso medio, y en aviones caza pesados de largo alcance, para poder reabastecer a otros aviones caza, con este sistema de canasta y manguera flexible, como el caza naval pesado de largo alcance Sujoi Su-33 de Rusia, el caza de base en tierra MiG-35, y el nuevo caza naval Boeing F/A-18 Super Hornet de la US Navy.
Ventajas
- Permite ahorrar costos en la compra del avión cisterna convencional.
- Ahorra costos de mantenimiento y hora de vuelo del avión cisterna.
- Flexibilidad al poder ser usado por otros aviones caza del inventario.
- Estos aviones pueden defenderse y participar en el combate.
- Pueden sobrevivir en un combate aéreo moderno contra otros aviones caza.
- Pueden ingresar a la zona de combate junto a otros aviones de ataque.
- Se puede equipar con este sistema a varios aviones del inventario de la Fuerza Aérea.
- Pueden acompañar a los aviones de combate en misiones de penetración profunda.
- Pueden operar desde portaaviones y bases aéreas no preparadas.
- Puede reabastecer helicópteros.

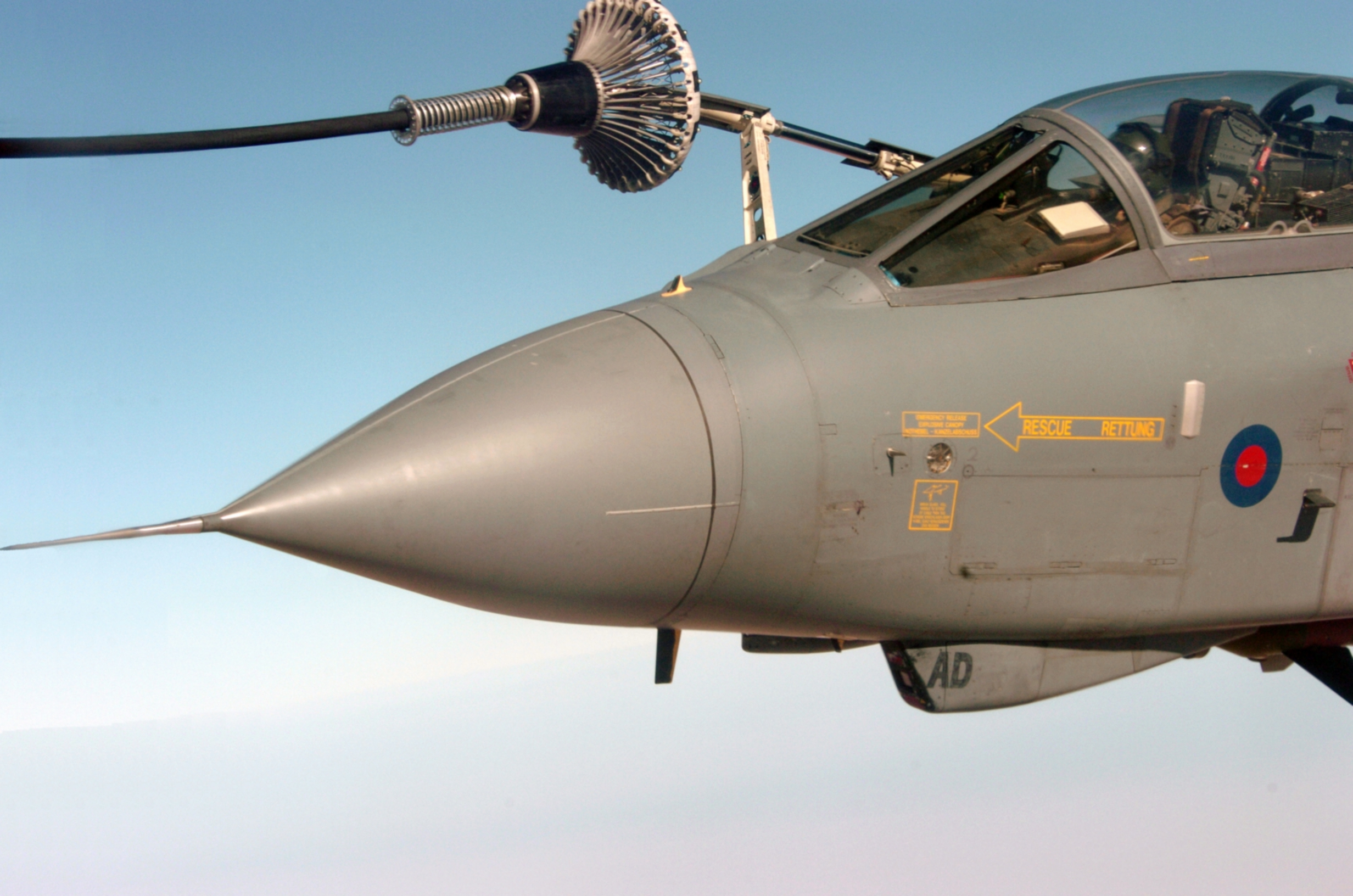
Tornado GR4 repostando de la cesta de un avión cisterna VC-10 de la RAF sobre Irak.
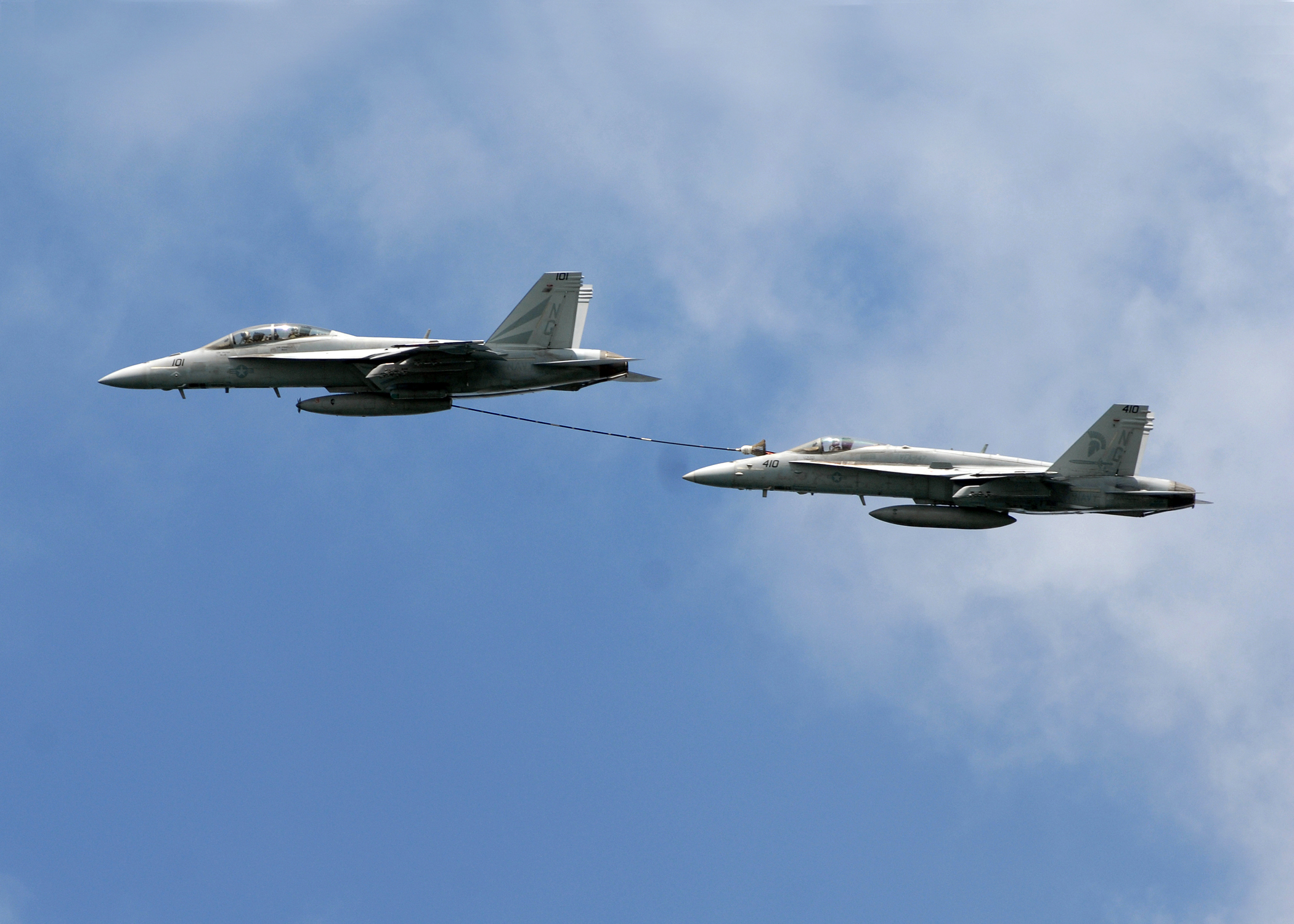
F/A-18E Super Hornet siendo reabastecido por un F/A-18F Super Hornet.
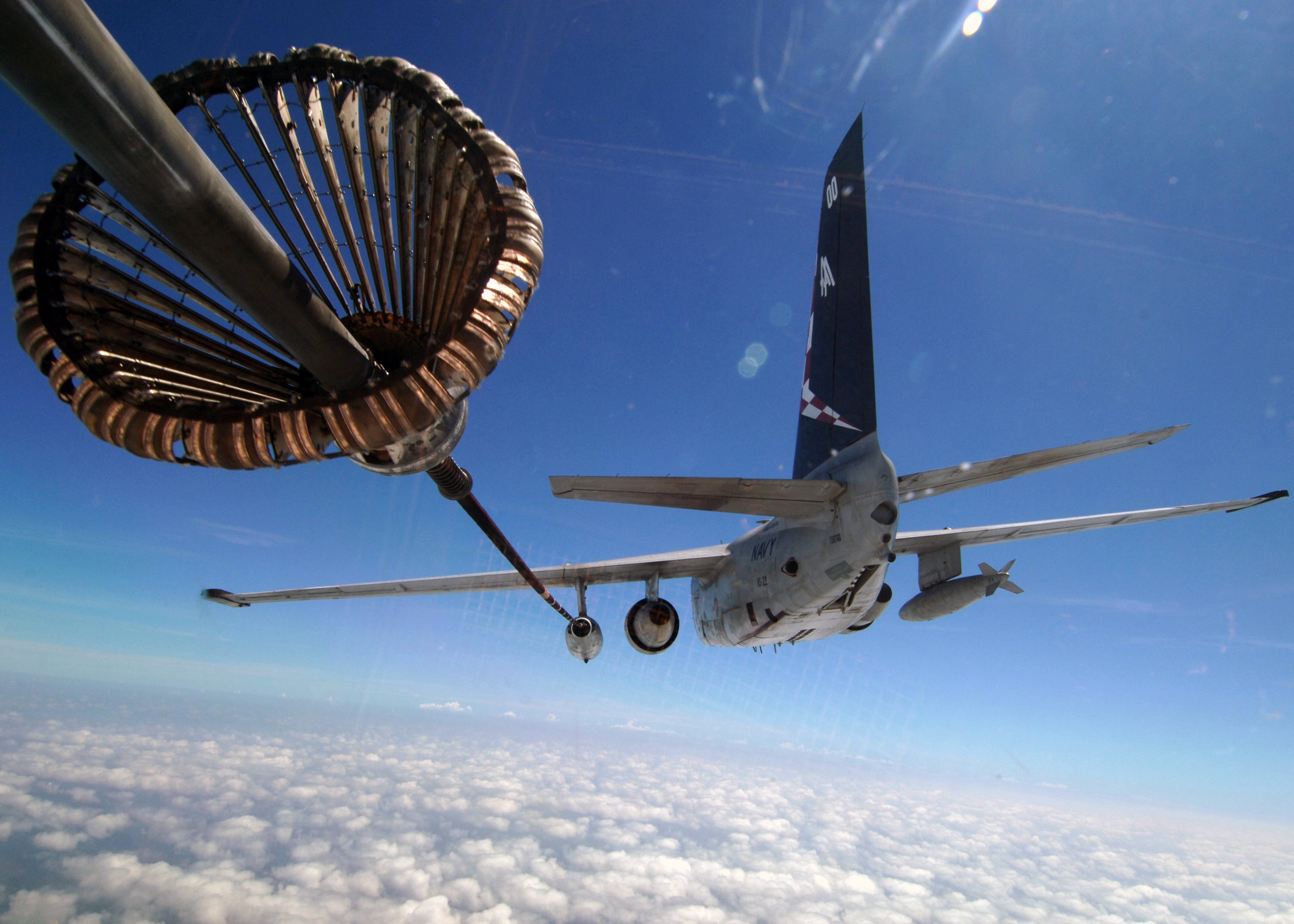
S-3 Viking cisterna buddy con la cesta desplegada.
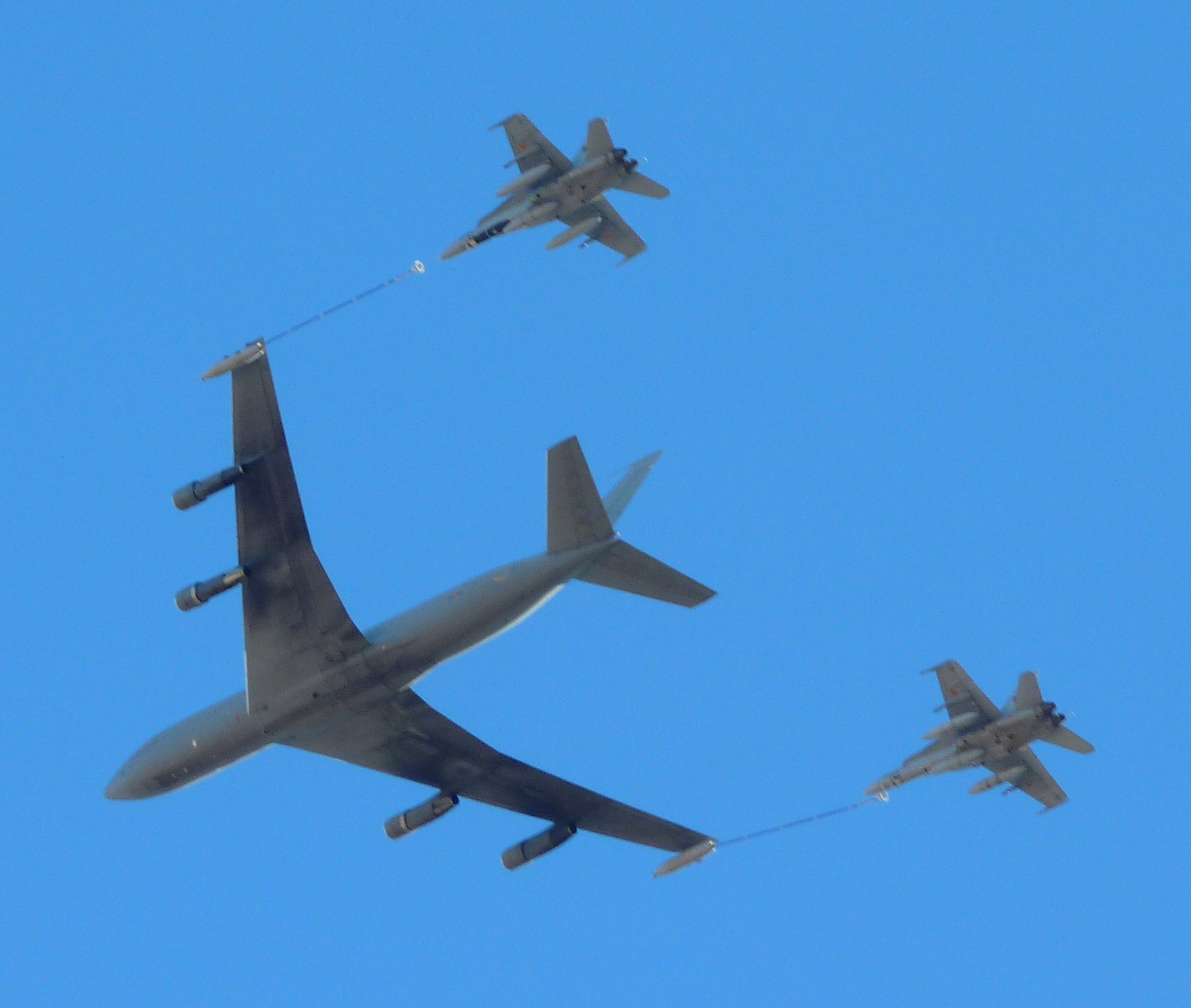
Boeing 707-331B(KC) del Ejército del Aire de España realizando un repostaje en vuelo simulado con dos cazas EF-18.

## En combate
Luego de la Guerra de Corea, los nuevos bombarderos con motores de turbina, más consumidores de combustible que los aviones con motores de hélices convencionales, necesitaban permanecer más tiempo en el aire, para aumentar su alcance y capacidad de combate, los aviones transportaban los primeros tanques de combustible externos que podían ser desechados.
Durante toda la Guerra Fría, permitieron que los nuevos aviones bombarderos de larga distancia, como el bombardero supersónico Convair B-58 Hustler, para que pudieran permanecer en misiones de patrulla permanente, sobre el mar, frente a Japón y rodeando las fronteras de la Unión Soviética.
En la guerra de Vietnam, los bombarderos Boeing B-52 Stratofortress necesitaban reabastecimiento en vuelo, para poder llegar hasta Vietnam desde bases aéreas en Estados Unidos y Europa, este sistema se utilizó con mucho éxito en aviones embarcados en los portaaviones de la US Navy.
En la Guerra del Líbano de 1982 y el primer ataque a Libia, aviones bombarderos despegaron de bases militares de Estados Unidos y Europa para respaldar a Israel y recibieron reabastecimiento aéreo de combustible volando sobre España y el Mar Mediterráneo.
En la guerra de las Malvinas permitieron que pequeños aviones de combate Super Étendard y A-4 Skyhawk de Argentina, realizaran varias misiones de ataque contra barcos del Reino Unido a largas distancias, recibiendo combustible en vuelo para la misión de ida y vuelta, desde aviones cisterna KC-130 Hercules, para poder alcanzar las islas. Los bombarderos británicos Avro 698 Vulcan, llegaron a las islas volando desde la isla Ascensión, para misiones de bombardeo con este sistema de reabastecimiento de combustible en medio del océano Atlántico.
En las Guerras Yugoslavas por aviones de la OTAN, para mantener los acuerdos de cese al fuego y evitar los ataques contra ciudades pobladas, durante los enfrentamientos entre grupos armados por la secesión de los diferentes Estados.
En la Guerra del Golfo para el éxito de la Operación Tormenta del Desierto; la invasión a Irak y recientemente, en los ataques a Libia, por lo que muchas fuerzas aéreas de países pequeños, están considerando equipar su inventario de aviones de combate, con este sistema de reabastecimiento en vuelo.